# Eugène Carpezat

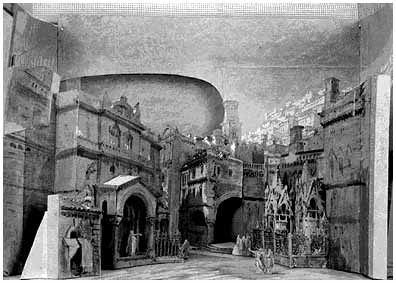
"La Piazza di Verona", bozzetto della scenografia del II quadro del III atto di Roméo et Juliette di Charles Gounod (1867).

Eugène Carpezat (Parigi, 4 novembre 1836 – Parigi, 26 febbraio 1912) è stato uno scenografo francese.

## Biografia
Fu allievo, collaboratore e successore di Charles-Antoine Cambon all'Opéra Garnier.
Nel 1872 rilevò, assieme a Jean-Baptiste Lavastre, la bottega di Édouard Desplechin del quale era stato allievo.
Outre all'Opéra di Parigi, per la quale fu scenografo dal 1875 al 1908, interpretando lo stile romantico, lavorò per altri teatri parigini, in particolare per l'Opéra-Comique e il Théâtre de la Gaîté.
Eugène Martial Simas rilevò la sua bottega nel 1908.